# Molinos Río de la Plata
Molinos Río de la Plata est une entreprise argentine fondée en 1902 et faisant partie du Merval, le principal indice boursier de la bourse de Buenos Aires. Elle est la première entreprise du secteur agroalimentaire sur le marché argentin.